# منتخب يوغوسلافيا لكرة الطائرة للسيدات
منتخب يوغوسلافيا الوطني لكرة الطائرة للسيدات هو ممثل الرسمي في المنافسات الدولية في كرة طائرة للسيدات.